# Laurentius Forserus
Laurentius Erici Forserus, född på 1500-talet i Forsa församling, Hälsingland, död på 1620-talet i Polen, var en svensk präst och hovpredikant.

## Biografi
Laurentius Forserus föddes på 1500-talet i byn Fräne i Forsa socken och var son till en bonde. Han var 1576 hovpredikant hos Johan III och blev 1581 kyrkoherde i Sankt Nikolai församling, Stockholm. Forserus var en papist och avsattes som kyrkoherde i februari 1585 vid kungens bröllop i Västerås.
Den 1 juli 1587 fick han hemman i Rörby i Lovö socken av hertig Sigismund. Där han kom att uppehålla sig som själasörjare för katoliker. Han var kvar där åtminstone till 1596 och troligen fram till 1600. Därefter begav han sig till Polen och levde ännu under början av 1620-talet.

### Familj
Forserus gifte sig före 31 januari 1596 med en okänd kvinna (död före 1600). De fick tillsammans barnen Elisabeth Forserus som var gift med saldrängen Påvel Olofsson i Stockholm och en son.